# Paracles plectroides
Paracles plectroides är en fjärilsart som beskrevs av J. Peter Maassen 1890. Paracles plectroides ingår i släktet Paracles och familjen björnspinnare. Inga underarter finns listade i Catalogue of Life.